# Pluduno
Pluduno (Aussprache [plydyno], bretonisch: Pludunoù; Gallo: Ploedunoe) ist eine ehemalige französische Gemeinde mit 2.205 Einwohnern (Stand: 1. Januar 2022) im Département Côtes-d’Armor in der Region Bretagne. Sie gehörte zum Arrondissement Dinan. Die Einwohner werden Pludunéens und Pludunonéennes genannt.
Der Erlass des Präfekten vom 10. Dezember 2024 legte mit Wirkung zum 1. Januar 2025 die Eingliederung von Pluduno als Commune déléguée zusammen mit der früheren Gemeinde Pléven zur Commune nouvelle Val-d’Arguenon fest.

## Geografie

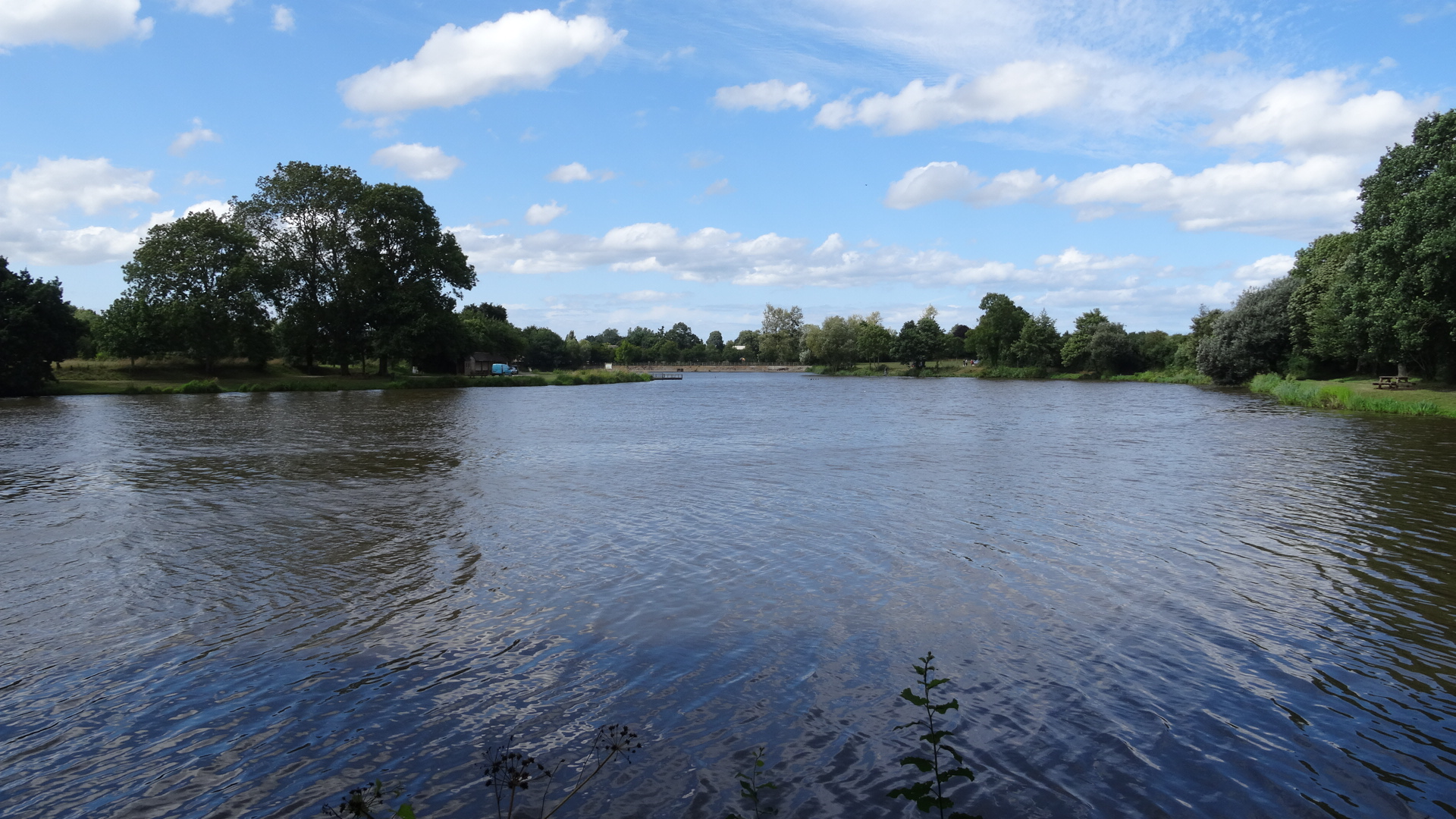
Étang du Guébriand

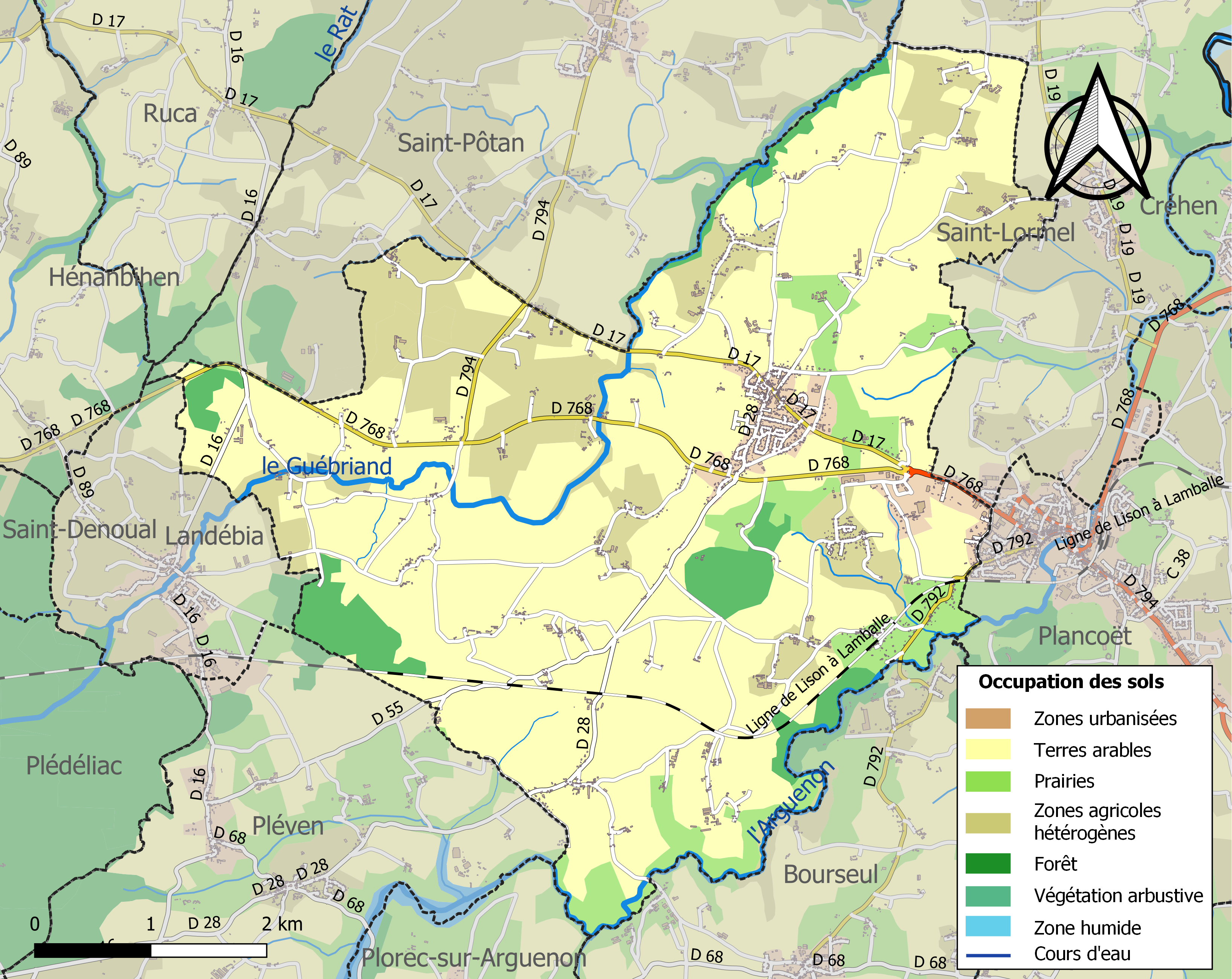
Bodennutzung, Hydrografie und Infrastruktur von Pluduno (2018)

Pluduno liegt etwa 37 Kilometer östlich von Saint-Brieuc, etwa 22 Kilometer südwestlich von Saint-Malo und etwa 18 Kilometer nordwestlich von Dinan in der historischen Landschaft des Pays de Saint-Brieuc. Das Ortsgebiet wird entwässert hauptsächlich von den Flüssen Guébriand, der zum Étang du Guébriand gestaut wird und es abschnittsweise im Nordwesten begrenzt, und vom Arguenon, der es im Südosten begrenzt.
Das Zentrum liegt auf einer Höhe von etwa 65 m. Das Relief des Gebiets ist leicht hügelig, von einzelnen Flüssen eingeschnitten, mit Höhen außerhalb der Flusstäler von etwa 40 m bis etwa 77 m. Die minimale Erhebung von 7 m wird im Osten beim Austritt des Arguenon aus dem Ortsgebiet gemessen.
Teile des Gebiets von Pluduno gehören zur vier Hektar großen ZNIEFF-Naturzone „Lande humide de Pluduno“ (530014337). Rund 91 % der Fläche von Pluduno werden landwirtschaftlich genutzt, hauptsächlich als Kulturboden, rund 6 % sind bewaldet, rund 4 % entfallen auf bebaute Flächen (Stand: 2018).
Umgeben wird Pluduno von den Nachbargemeinden Saint-Pôtan im Norden und Nordwesten, Saint-Lormel im Osten und Nordosten, Plancoët im Osten, Bourseul im Südosten und Plorec-sur-Arguenon im Süden, von der Commune déléguée Pléven im Süden und Südwesten sowie von der Nachbargemeinde Landébia im Westen.

## Toponymie und Geschichte
Der Name Pluduno stammt aus dem bretonischen „Plou“ (Gemeinde) und „Dun“ (hohe Position) oder dem Namen eines unbekannten bretonischen Heiligen Tutgnou (Tuznou oder Tudnou).
Pluduno befindet sich auf der ehemaligen Römerstraße, die Corseul mit Erquy verband. Der Ortsname ist in den Formen Ecclesia de Pludunou um 1330, Parochia de Plednou in 1341, Pluduno in 1350, 1423 und 1426 belegt. Die ursprüngliche Pfarrgemeinde von Pluduno war Teil des Bistums Saint-Brieuc und umfasste einst auch die Gebiete von Landébia, Saint-Lormel und Plancoët.
Pluduno ist eine Pfarrgemeinde nach einer Urkunde von Herzog Johann VI. im Jahre 1423. Die Gemeinde Pluduno hing ursprünglich vom Jugon (heute Ortsteil von Jugon-les-Lacs) ab. 1341 schenkte Karl von Blois den Weiler La Ville-Hamon an Étienne Goyon. Die Kapelle Notre-Dame de Bellenray (oder Bellanray), die sich heute in Saint-Lormel befindet, war 1163 ein Teil von Pluduno. Sie wurde 1613 unter den Besitztümern der Abtei von Saint-Jakut erwähnt. Eine Priorat-Pfarrgemeinde, abhängig von der Abtei von Saint-Jakut, wurde dort in einer päpstlichen Bulle von 1163 zitiert.
Im 19. Jahrhundert musste Pluduno insgesamt 21 Weiler an die Nachbargemeinden Plancoët (19. März 1841) und Saint-Lormel (15. Februar 1864) abtreten.
Am 3. März 1944 wurde ein deutscher Konvoi, der sich zum Cap Fréhel begeben wollte, von Widerstandskämpfern mit Maschinengewehrfeuer belegt. Als Vergeltung wurden vier Personen in einem Café in Pluduno getötet.

## Bevölkerungsentwicklung
| Pluduno: Einwohnerzahlen von 1793 bis 2020                                                                                 | Pluduno: Einwohnerzahlen von 1793 bis 2020 | Pluduno: Einwohnerzahlen von 1793 bis 2020 | Pluduno: Einwohnerzahlen von 1793 bis 2020 | Pluduno: Einwohnerzahlen von 1793 bis 2020 |
| --- | ------------------------------------------ | ------------------------------------------ | ------------------------------------------ | ------------------------------------------ |
| Jahr |                                            |                                            |                                            | Einwohner                                  |
| 1793 | 1793                                       |                                            | 2.010                                      | 2.010                                      |
| 1800 | 1800                                       |                                            | 1.663                                      | 1.663                                      |
| 1806 | 1806                                       |                                            | 1.941                                      | 1.941                                      |
| 1821 | 1821                                       |                                            | 2.055                                      | 2.055                                      |
| 1831 | 1831                                       |                                            | 2.160                                      | 2.160                                      |
| 1836 | 1836                                       |                                            | 2.124                                      | 2.124                                      |
| 1841 | 1841                                       |                                            | 2.072                                      | 2.072                                      |
| 1846 | 1846                                       |                                            | 2.180                                      | 2.180                                      |
| 1851 | 1851                                       |                                            | 2.310                                      | 2.310                                      |
| 1856 | 1856                                       |                                            | 2.335                                      | 2.335                                      |
| 1861 | 1861                                       |                                            | 2.326                                      | 2.326                                      |
| 1866 | 1866                                       |                                            | 1.946                                      | 1.946                                      |
| 1872 | 1872                                       |                                            | 1.940                                      | 1.940                                      |
| 1876 | 1876                                       |                                            | 2.012                                      | 2.012                                      |
| 1881 | 1881                                       |                                            | 1.956                                      | 1.956                                      |
| 1886 | 1886                                       |                                            | 1.893                                      | 1.893                                      |
| 1891 | 1891                                       |                                            | 1.873                                      | 1.873                                      |
| 1896 | 1896                                       |                                            | 1.715                                      | 1.715                                      |
| 1901 | 1901                                       |                                            | 1.710                                      | 1.710                                      |
| 1906 | 1906                                       |                                            | 1.715                                      | 1.715                                      |
| 1911 | 1911                                       |                                            | 1.617                                      | 1.617                                      |
| 1921 | 1921                                       |                                            | 1.435                                      | 1.435                                      |
| 1926 | 1926                                       |                                            | 1.461                                      | 1.461                                      |
| 1931 | 1931                                       |                                            | 1.443                                      | 1.443                                      |
| 1936 | 1936                                       |                                            | 1.484                                      | 1.484                                      |
| 1946 | 1946                                       |                                            | 1.427                                      | 1.427                                      |
| 1954 | 1954                                       |                                            | 1.444                                      | 1.444                                      |
| 1962 | 1962                                       |                                            | 1.443                                      | 1.443                                      |
| 1968 | 1968                                       |                                            | 1.389                                      | 1.389                                      |
| 1975 | 1975                                       |                                            | 1.447                                      | 1.447                                      |
| 1982 | 1982                                       |                                            | 1.578                                      | 1.578                                      |
| 1990 | 1990                                       |                                            | 1.692                                      | 1.692                                      |
| 1999 | 1999                                       |                                            | 1.681                                      | 1.681                                      |
| 2006 | 2006                                       |                                            | 1.858                                      | 1.858                                      |
| 2013 | 2013                                       |                                            | 2.148                                      | 2.148                                      |
| 2020 | 2020                                       |                                            | 2.216                                      | 2.216                                      |
| Quelle(n): EHESS/Cassini bis 1999, INSEE ab 2006 Anmerkung(en): Ab 1962 offizielle Zahlen ohne Einwohner mit Zweitwohnsitz |                                            |                                            |                                            |                                            |

## Sehenswürdigkeiten
- Kirche Saint-Pierre aus dem Jahre 1863
- Monolithisches Kreuz am Lieu-dit La Ville Echet aus dem Jahre 1780, seit 1926 als Monument historique eingeschrieben
- Herrenhaus im Weiler Le Bois Feuillet aus dem 17. Jahrhundert, Fassaden und Dächer seit 1927 als Monument historique eingeschrieben
- Schloss Monchoix aus der zweiten Hälfte des 18. Jahrhunderts, seit 2004 als Monument historique eingeschrieben
- Herrenhaus im Weiler Le Plessis Méen aus dem 13. und 17. Jahrhundert

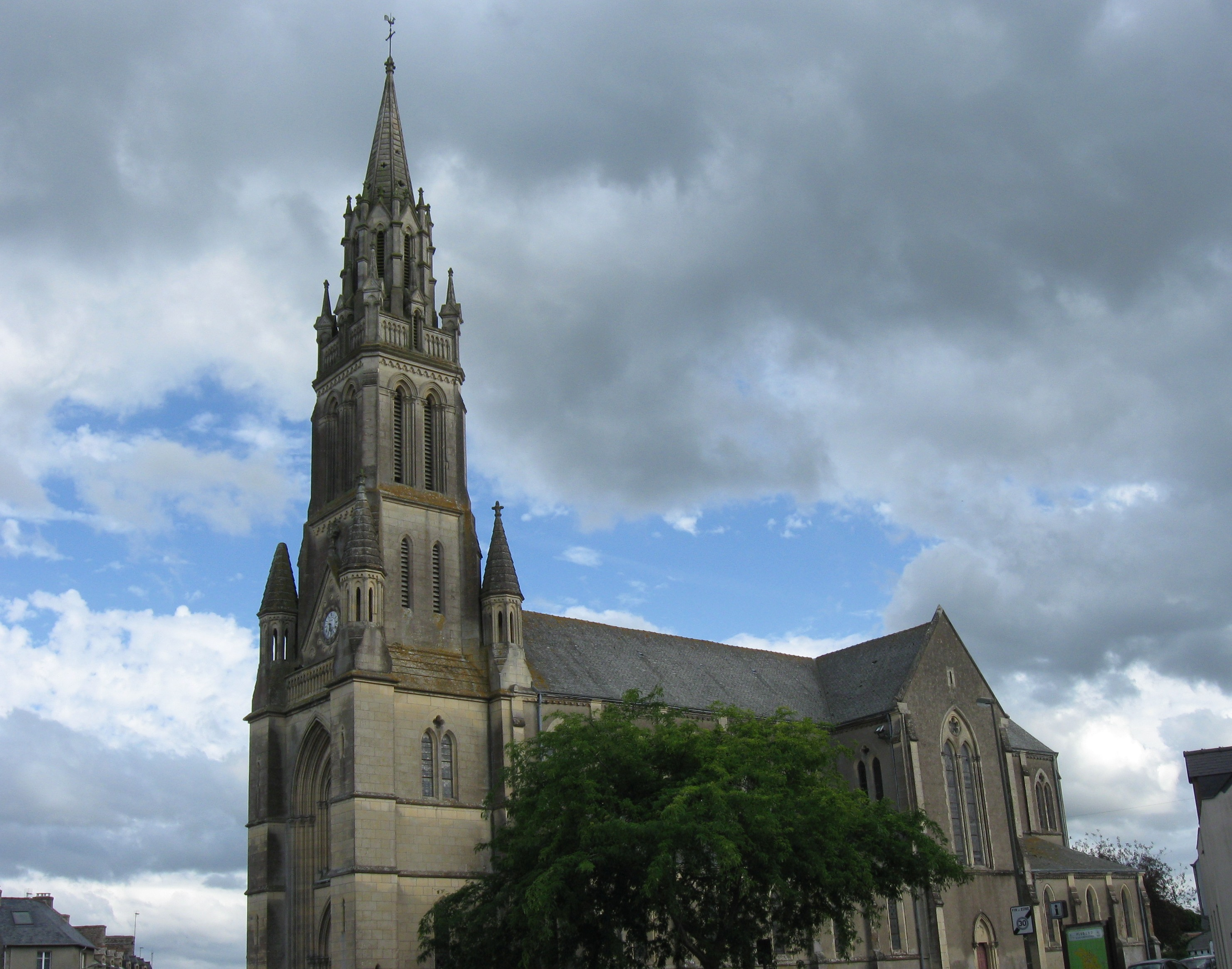
Kirche Saint-Pierre
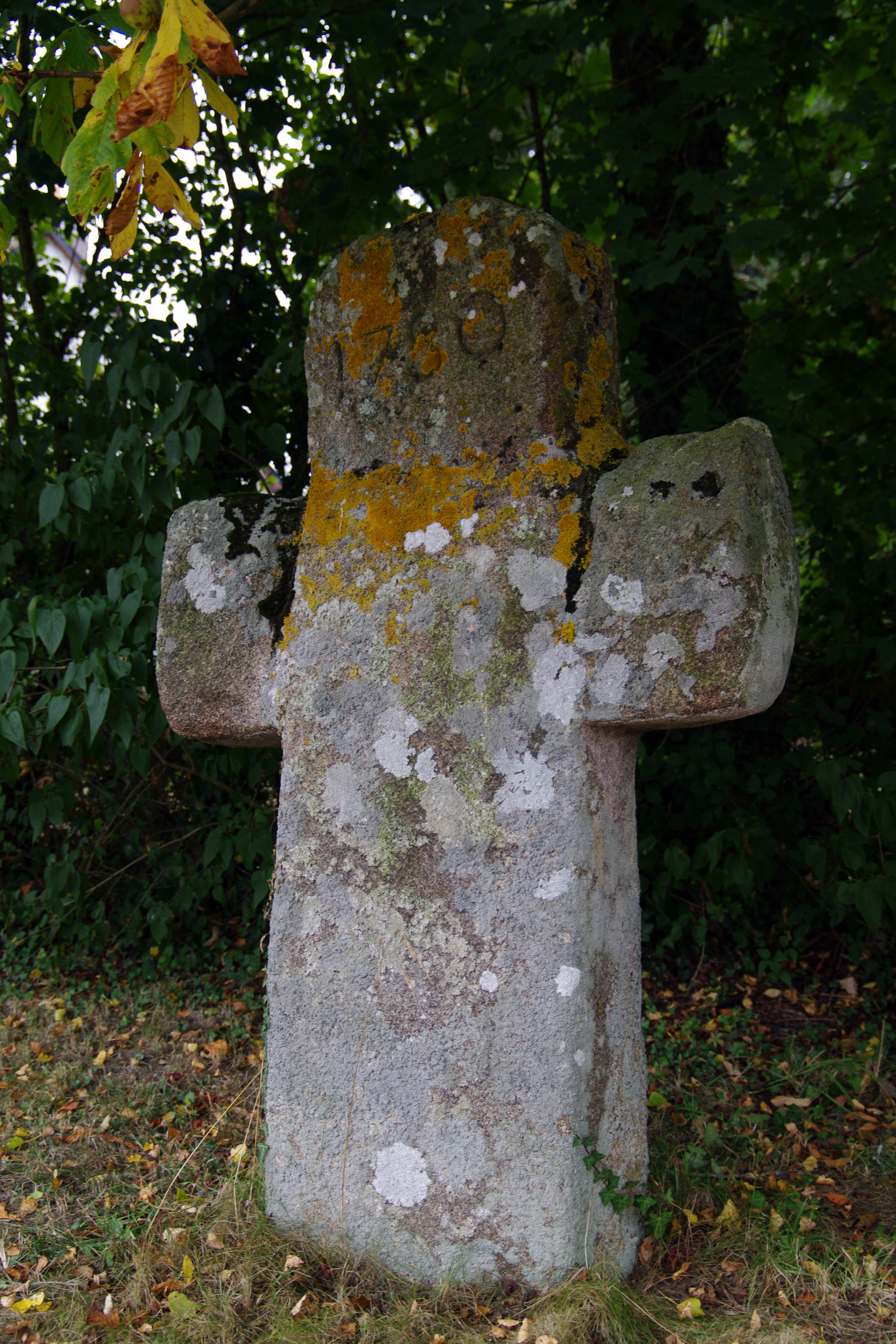
Monolithisches Kreuz
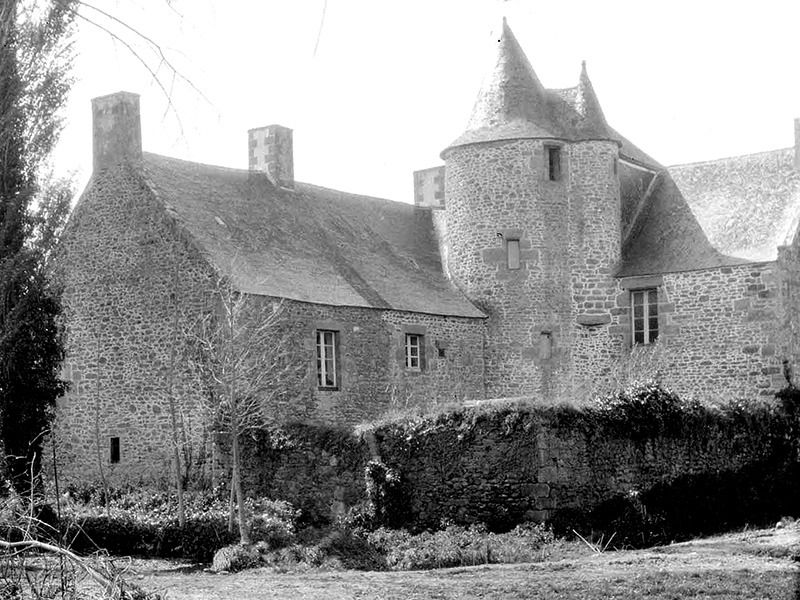
Herrenhaus Boisfeuillet
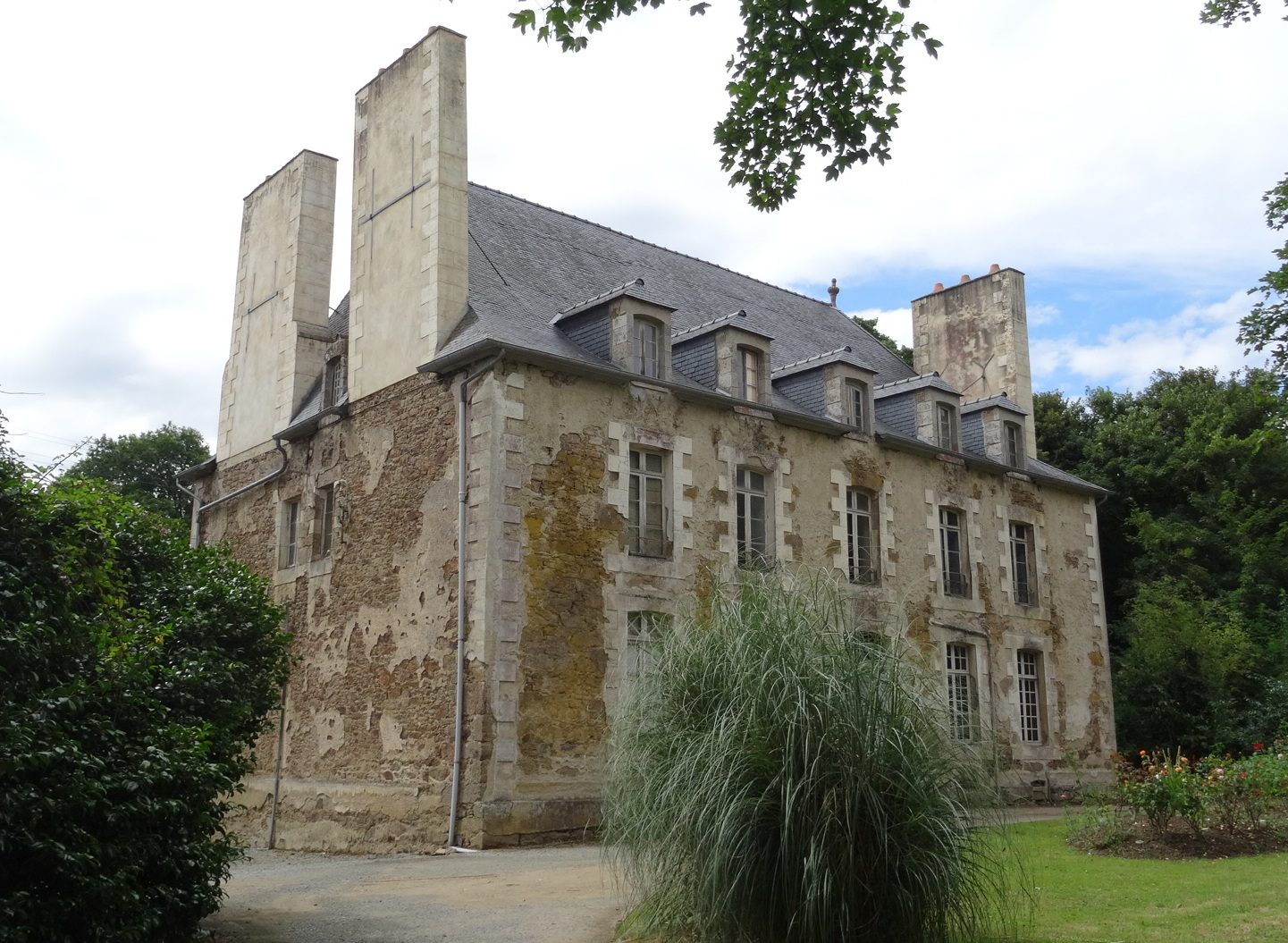
Schloss Monchoix

## Gemeindepartnerschaft
Mit der Gemeinde Sainte-Croix-aux-Mines im Elsass besteht seit 2002 eine Gemeindepartnerschaft.